# Leucoloma decaryi
Leucoloma decaryi är en bladmossart som beskrevs av Thériot 1924. Leucoloma decaryi ingår i släktet Leucoloma och familjen Dicranaceae. Inga underarter finns listade i Catalogue of Life.